# Гудфеловов кенгур пењач
Гудфеловов кенгур пењач (лат. Dendrolagus goodfellowi) је врста сисара из породице кенгури и валабији (Macropodidae). 

## Распрострањење
Врста има станиште у Папуи Новој Гвинеји и Западној Новој Гвинеји (Индонезија).

## Станиште
Станишта врсте су планинске тропске шуме. Врста је по висини распрострањена од нивоа мора до 2.860 метара надморске висине. Врста је присутна на подручју острва Нова Гвинеја.

## Угроженост
Ова врста се сматра угроженом.